# Підв'язново
Підв'я́зново (рос. Підвязново) — присілок у складі Дмитровського міського округу Московської області, Росія.

## Населення
Населення — 52 особи (2010; 60 у 2002).
Національний склад (станом на 2002 рік):
- росіяни — 91 %